# (1120) Cannonia
(1120) Cannonia est un astéroïde de la ceinture principale, découvert le 11 septembre 1928 par l'astronome russe/soviétique Pelagueïa Shajn depuis l'observatoire de Simeiz. Il est découvert indépendamment deux jours plus tard par Grigori Néouïmine depuis le même lieu puis le 23 septembre 1928 par Eugène Joseph Delporte depuis l'observatoire royal de Belgique à Uccle. 
Sa désignation provisoire était 1928 RV.
Il est nommé en l'honneur de l'astronome américaine Annie Jump Cannon.